# Gewog di Duenchukha
Il gewog di Duenchukha è uno dei quindici raggruppamenti di villaggi del distretto di Samtse, nella regione Occidentale, in Bhutan.